# Hannelore Desmet
Pour les articles homonymes, voir Desmet.
Hannelore Desmet, née le 25 février 1989 à Hasselt, est une athlète belge, spécialiste du saut en hauteur.

## Carrière
Hannelore Desmet est médaillée de bronze au Festival olympique de la jeunesse européenne 2005 ainsi qu'aux Championnats du monde juniors d'athlétisme 2008.
Au niveau national, elle obtient la médaille d'or du saut en hauteur aux Championnats de Belgique d'athlétisme 2010 et 2012.